# ハウ・ダズ・イット・フィール
「ハウ・ダズ・イット・フィール」（How Does It Feel）は、スレイドの楽曲である。1975年に5作目のオリジナル・アルバム『狂乱の炎』に収録された楽曲で、後に同作からの第2弾シングルとして発売された。映画のテーマソングとなっており、オープニングとエンディングで使用された。
作詞作曲はノディ・ホルダーとジム・リーで、プロデューサーはチャス・チャンドラー。

## 背景
1974年の時点でシングルやアルバムのチャートで上位に入るなどの成功を収めていたが、バンド内ではマンネリが生じていた。その中でマネージャーであるチャス・チャンドラーは、バンドが出演する映画を制作することを提案し、ホルダーとリーは映画のサウンドトラックのための楽曲を書き始めた。これによりバンドはこれまでの方向性から脱却するかたちで、様々なアイデアをサウンド面に取り入れた。
「ハウ・ダズ・イット・フィール」のメロディは、1970年にリーが鍵盤の半分がなくなった調律がされていないピアノで書いた楽曲で、リーが初めて書いた楽曲となっている。長らくお蔵入りとなっていたが、後にスレイド主演の映画『スレイド・イン・フレイム』のテーマ曲を制作するにあたり本作が持ち出され、ホルダーによって歌詞が書き加えられた。1984年にリーは、「僕が書いた古い楽曲で、ノディが素晴らしい歌詞を付けてくれた。」と語っている。
1975年2月にアルバム『狂乱の炎』からの第2弾シングルとして発売され、全英シングルチャートで最高位15位を獲得したが、1971年に発売のシングル『ゲット・ダウン』でのブレイク以降でシングルチャートの上位5位以内に入らなかった初のシングルとなった。しかしながら、スレイドの楽曲で最も評価の高い楽曲とされており 、1999年にノエル・ギャラガーは「ポップ・ミュージック史でこれまでになく最高の1曲」と評している。

## リリース
「ハウ・ダズ・イット・フィール」は、イギリス、アイルランド、ヨーロッパ、スカンジナビア、ユーゴスラビア、オーストラリア、日本などの国でポリドール・レコードから7インチシングルとして発売され、アメリカではワーナー・ブラザーズ・レコードから発売された。
なお、ポリドール・レコードから発売されたシングルと、アメリカで発売されたシングルとでB面曲が異なっており、前者には「ソー・ファー・ソー・グッド」、後者には「昨日は昨日」が収録された。

## プロモーション
本作のミュージック・ビデオは制作されていない。
イギリスでは音楽番組『トップ・オブ・ザ・ポップス』や『ラッセル・ハーティ・ショー』、子供向け番組『クラッカー・ジャック』で披露された。この他、オランダでは音楽番組『TopPop』で披露された。

## 評価
『レコード・ミラー』誌は、本作について「いつものスレイドのサウンドとは『大きく異なる』」とし、「ギターへの依存度がはるかに低く、オーケストラ・アレンジが多用されている」と評し、『ディスク』誌は本作を「スレイドの最高傑作の1つ」とし、「静かに始まり、高まっていき、一度静まり、そして激しくなるのを繰り返す」と評している。『キャッシュボックス』誌は、1975年8月に本作を「今週のピックアップ」の1つとして挙げ、「効果的なボーカルとタイトなリックを備えた、バラードに匹敵するような効果的なシングル」と評している。
『レコード・ミラー』誌は、アルバム『狂乱の炎』のレビューで、本作について「ゆったりとしたビートに、サー・ラリーの『リチャード3世』と同じくらいの雰囲気で届けられる、つかみ所のないドラマチックなボーカルが乗っている」と評し、『ディスク』誌は「ほぼ完全にノディの声が先行していて、結果的に激しくて型破りな曲になっている」と評している。『オールミュージック』のジェフ・ギンズバーグは、アルバム『狂乱の炎』のレビューで「オープニング・ナンバーの『ハウ・ダズ・イット・フィール』から、スレイドは異なるトーンに定めている」と評している。

## シングル収録曲
全曲 作詞作曲 : ノディ・ホルダー、ジム・リー
| #         | タイトル                                           | 作詞 | 作曲・編曲 | 時間 |
| --------- | -------------------------------------------------- | ---- | ---------- | ---- |
| 1.        | 「ハウ・ダズ・イット・フィール」(How Does It Feel) |      |            | 4:46 |
| 2.        | 「ソー・ファー・ソー・グッド」(So Far So Good)     |      |            | 2:59 |
| 合計時間: | 合計時間:                                          | 7:45 |            |      |

| #         | タイトル                                           | 作詞 | 作曲・編曲 | 時間 |
| --------- | -------------------------------------------------- | ---- | ---------- | ---- |
| 1.        | 「ハウ・ダズ・イット・フィール」(How Does It Feel) |      |            | 3:15 |
| 2.        | 「昨日は昨日」(O.K. Yesterday Was Yesterday)       |      |            | 3:58 |
| 合計時間: | 合計時間:                                          | 7:13 |            |      |

| #         | タイトル                                           | 作詞 | 作曲・編曲 | 時間 |
| --------- | -------------------------------------------------- | ---- | ---------- | ---- |
| 1.        | 「ハウ・ダズ・イット・フィール」(How Does It Feel) |      |            | 3:15 |
| 2.        | 「ハウ・ダズ・イット・フィール」(How Does It Feel) |      |            | 3:15 |
| 合計時間: | 合計時間:                                          | 6:30 |            |      |

## クレジット
スレイド
- ノディ・ホルダー - リード・ボーカル、ギター
- デイヴ・ヒル（英語版） - リードギター、バッキング・ボーカル
- ジム・リー（英語版） - ベース、ピアノ、オルガン、フルート、バッキング・ボーカル
- ドン・パウエル（英語版） - ドラム

外部ミュージシャン
- ゴンザレス（英語版） - ブラス

## チャート成績
| チャート (1975年)                 | 最高位 |
| --------------------------------- | ------ |
| ドイツ (GfK Entertainment charts) | 36     |
| アイルランド (IRMA)               | 11     |
| UK シングルス (OCC)               | 15     |

## カバー・バージョン
2001年にクリス・ファーロウがトリビュート・アルバム『Slade Remade』でカバーした。
2006年にデフ・レパードがアルバム『Yeah!』のiTunes限定ボーナス・トラックとしてカバー。
2016年にジェイムズ・ブラントがフロリダ州オーランドで開催されたインヴィクタス・ゲームのオープニング・セレモニーで演奏。
2017年にジョアンナ・フォレストがアルバム『Stars Are Rising』でカバー。このカバー・バージョンはアルバムからの第1弾シングルとしても発売された。